# 谭惕吾
谭惕吾（1902年10月9日—1997年2月10日），原名湘凤，后更名惕吾，字健常，号慕愚，女，湖南长沙人，中国社会活动家，中国国民党革命委员会领导人。

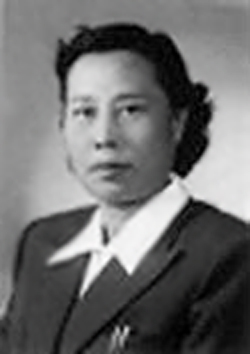

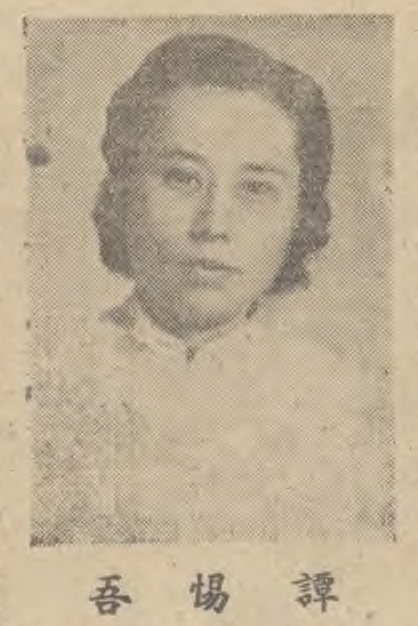

## 生平[2]
1926年自北京大学法学院肄业。在学生时代，先后在长沙参加抵制日货和驱张运动（驱逐张敬尧），在北京参加五卅运动、1926年三一八运动。
抗日战争爆发后，投身抗日救亡活动。1944年，谭惕吾等人发起成立三民主义同志联合会。1949年，参加中国人民政治协商会议第一届全体会议，并参加了开国大典。
中华人民共和国成立后，历任政务院参事、国务院参事、新政治学会负责人、中苏友好协会理事、中国人民保卫世界和平委员会理事、中国人民抗美援朝总会组织部副部长。1957年，在反右运动中，被打成右派，除民革北京市委委员一职外，其余职务均予撤销。1960年11月，被摘掉右派帽子。1962年3月，她再次被任命为国务院参事。 1979年，其右派问题获得平反，恢复政治名誉。
歷任第五届全国政协委员，第六、七届全国政协常务委员，第八届全国政协委员；第一届全国人民代表大会代表、第五届全国人大常委会法制委员会委员，第五届全国妇联副主席。她曾任中国国民党革命委员会第二届中央委员，第三届、五届、六届中央委员会常务委员，中央妇女工作委员会副主任、主任，中央监察委员会副主席、主席。晚年她还曾任中国和平统一促进会常务理事。
1997年2月10日，在北京病逝，享年95岁。

譚惕吾終身未婚，史家余英時在《未盡的才情：從<日記>看顧頡剛的一生》一書裡對其人多有刻畫。